# Nymölla

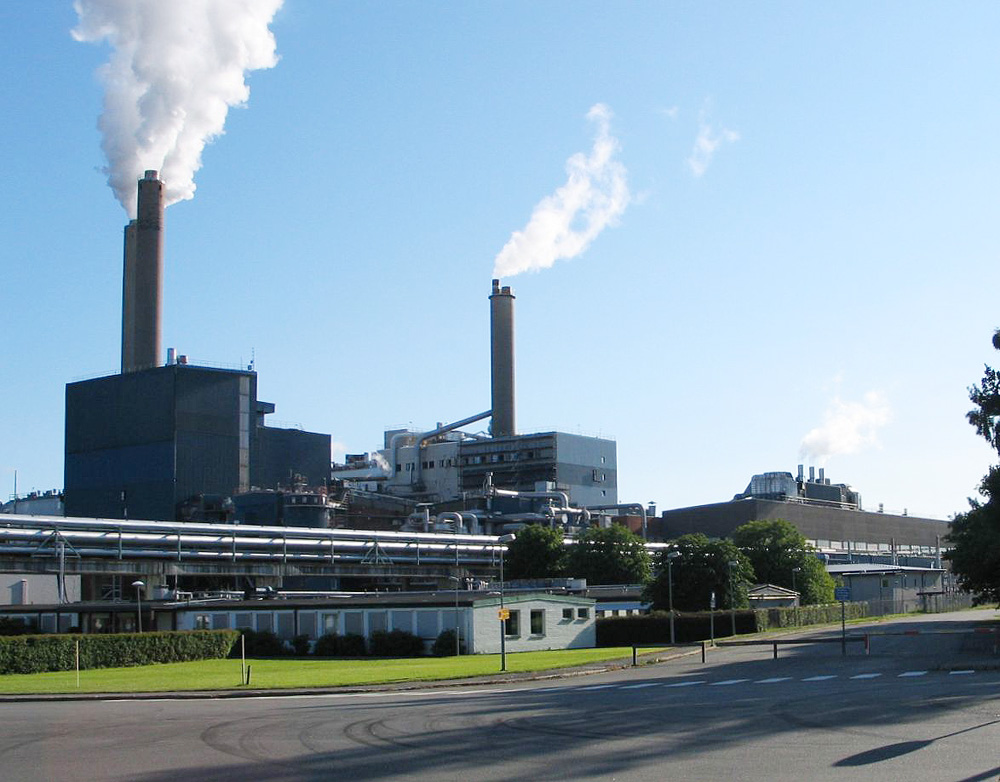
Nymölla bruk.

Nymölla är en tätort i Bromölla kommun i Skåne län.
Platsen där byn Nymölla ligger hette från början Möllehusen. Namnet anknyter till den kvarn i Skräbeån som fortfarande finns kvar. Kvarnen, med anor från 1465, fungerade fram till 1960, då massafabriken byggdes. I dag finns här viss museiverksamhet.
Nymölla är, precis som kommunens centralort Bromölla, ett brukssamhälle. 1962 startade Nymölla bruk, då ägt av Nymölla AB vilket var dotterbolag till Hylte Bruk. I samband med fabrikens etablering tillkom också husen väster om bruksområdet, med både lägenheter och villor. Ett centrumhus öppnade 1966, men det blev inte långvarigt. Efter 1970 byggdes inte fler hus för brukets räkning, då efterfrågan på bostäder sjönk eftersom arbetarna kom från Bromölla och Sölvesborg och därmed redan hade boende.
För brukets räkning anlades också ett järnvägsspår som knyter an till Blekinge Kustbana. 1972 öppnade pappersbruket. Läget valdes med tanke på det virkesöverskott som fanns i denna delen av landet och med närheten till den europeiska marknaden. Fabriksbygget stöttades av Wallenbergsfärens Stockholms Enskilda Bank och var under sina första år en ren förlustaffär.
Massafabriken byggdes under början av 1970-talet ut för att producera färdigt papper (första pappersmaskinen togs i drift 1972). Under våren 2022 meddelade Stora Enso att de avsåg sälja bruket i Nymölla och i september 2022 offentliggjordes att amerikanska koncernen Sylvamo köper Nymölla för 150 miljoner euro.

## Befolkningsutveckling
| Befolkningsutvecklingen i Nymölla 1965–2020 | Befolkningsutvecklingen i Nymölla 1965–2020 | Befolkningsutvecklingen i Nymölla 1965–2020 | Befolkningsutvecklingen i Nymölla 1965–2020 | Befolkningsutvecklingen i Nymölla 1965–2020 |
| ------------------------------------------- | ------------------------------------------- | ------------------------------------------- | ------------------------------------------- | ------------------------------------------- |
|                                             |                                             |                                             |                                             |                                             |
| År                                          |                                             |                                             | Folkmängd                                   | Areal (ha)                                  |
| 1965                                        | 1965                                        |                                             | 537                                         |                                             |
| 1970                                        | 1970                                        |                                             | 555                                         |                                             |
| 1975                                        | 1975                                        |                                             | 500                                         |                                             |
| 1980                                        | 1980                                        |                                             | 482                                         |                                             |
| 1990                                        | 1990                                        |                                             | 398                                         | 72                                          |
| 1995                                        | 1995                                        |                                             | 343                                         | 82                                          |
| 2000                                        | 2000                                        |                                             | 314                                         | 115                                         |
| 2005                                        | 2005                                        |                                             | 294                                         | 115                                         |
| 2010                                        | 2010                                        |                                             | 272                                         | 115                                         |
| 2015                                        | 2015                                        |                                             | 274                                         | 144                                         |
| 2020                                        | 2020                                        |                                             | 273                                         | 161                                         |
| Anm.: Ny tätort 1965                        |                                             |                                             |                                             |                                             |